# St. Stephan (Aholming)

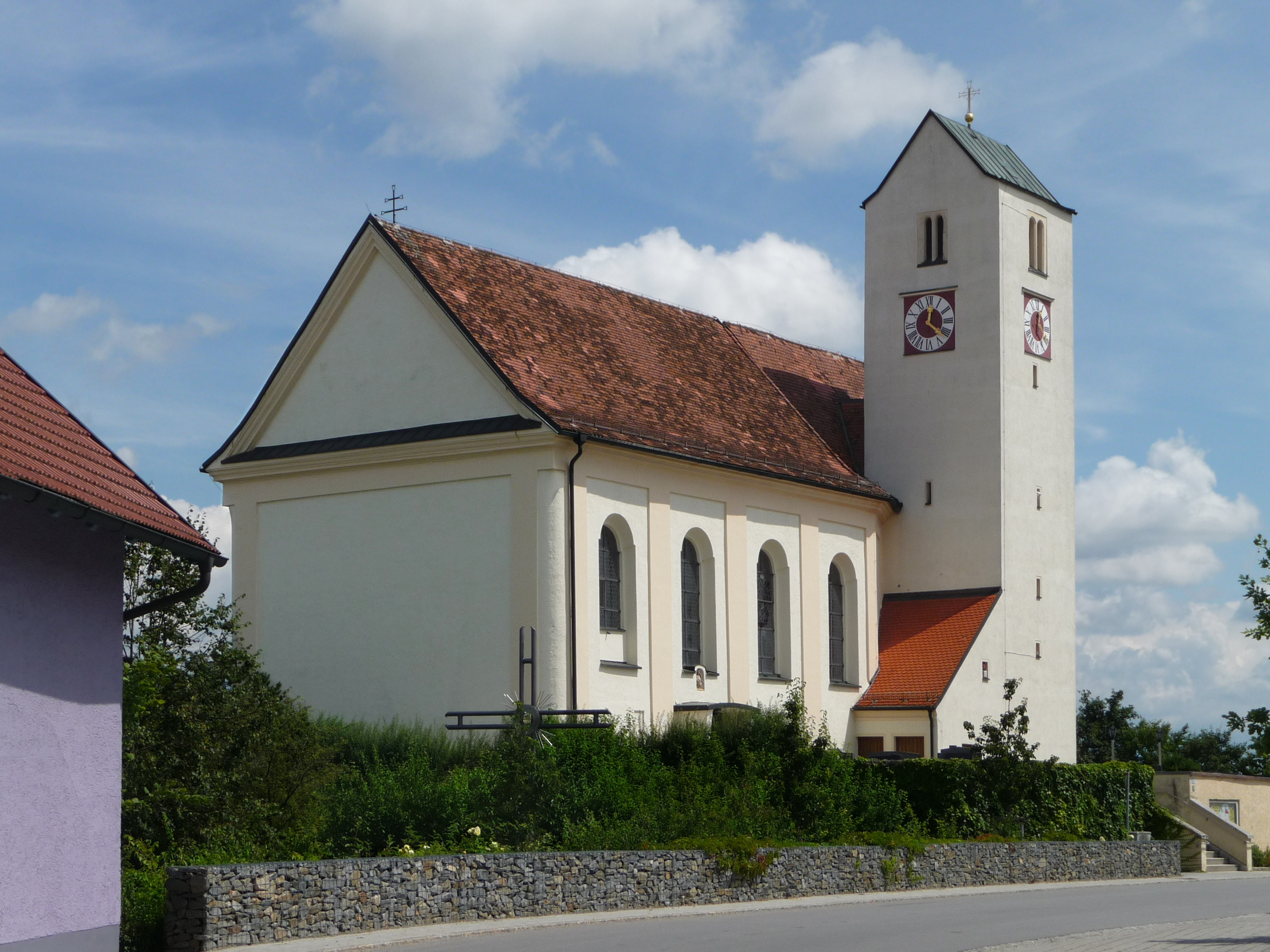
St. Stephan in Aholming

Die römisch-katholische Pfarrkirche St. Stephan steht in Aholming, einer Gemeinde im niederbayerischen Landkreis Deggendorf. Sie ist in der Liste der Baudenkmäler in Aholming unter der Nr. D-2-71-111-1 eingetragen. Die Kirche gehört zum Dekanat Osterhofen im Bistum Passau.

## Beschreibung
Die barocke Saalkirche wurde 1765 neu erbaut. Sie besteht aus dem Langhaus zu vier Jochen, dem eingezogenen, dreiseitig geschlossenen gotischen Chor im Osten, der von Strebepfeilern gestützt wird, einer Sakristei an der Ostseite und dem Chorflankenturm mit Satteldach an der Südseite des Chors. 
Im obersten Geschoss des Turms hängen vier Glocken mit den Schlagtönen ges‘, as‘ und b‘ sowie as‘‘. Die kleinste Glocke ist die Totenglocke. Sie wurde wie Glocke eins 1953 von Rudolf Perner in Passau gegossen. Die beiden anderen Glocken goss Anton Gugg 1933 in Straubing.  Unter den Schallöffnungen sind die Zifferblätter der Turmuhr angebracht. 
Das Langhaus ist mit einem Stichkappengewölbe über Pilastern an den Wänden überspannt. 
Der Hochaltar wurde aus dem 1803 durch die Säkularisation aufgelösten Kloster Aldersbach übernommen. In seinem Mittelteil zwischen zwei Säulen stand ursprünglich eine Kreuzigungsgruppe, die an der südlichen Wand des Langhauses gegenüber der Kanzel angebracht wurde. Ihren Platz im Altar füllt ein Gemälde aus, das der Landauer Maler Franz Staudinger 1778 für den früheren Altar malte. Das Bild zeigt die Steinigung des Kirchenpatrons, des heiligen Stephanus. Auf den Voluten des Altarauszugs sitzen zwei Putten, von denen einer das Schweißtuch der heiligen Veronika mit dem Antlitz Jesu hält, der andere zwei Leidenswerkzeuge. Bekrönt wird der Altar von einem halbkuppelförmigen Aufsatz mit einem Baldachin und goldenem Strahlenkranz. Die äußeren, das Gebälk tragenden gewendelten Säulen sind grau marmoriert und insgesamt ist der Altar mit Rocaille-Ornamenten verziert. Auf der Tabernakeltür ist in einem Relief Moses mit der ehernen Schlange dargestellt, zu der er aufblickt, damit er wie auch die Israeliten vom möglichen Biss giftiger Schlangen geheilt werden. Über den seitlichen Durchgängen stehen Statuen des heiligen Bernhard von Clairvaux und des heiligen Leonhard von Limoges, die Ignaz Günther zugeschrieben werden.
Die Fenster im Kirchenschiff von Aholming sind wie im Barock üblich durchsichtig verglast, die beiden Fenster im Chor haben jedoch farbige Scheiben mit figürlichen Darstellungen. Das linke Fenster zeigt die heilige Notburga mit der Sichel, das rechte den heiligen Bruder Konrad. Von der Dienstmagd Notburga berichtet die Legende, dass sie während des Abendläutens bei der Getreideernte weiterarbeiten sollte. Sie aber wollte den Engel des Herrn beten, warf ihre Sichel hoch, dass sie während des Gebets über ihr schwebte. Beide Fenster entstanden 1933.